# Mimosa aemula
Mimosa aemula är en ärtväxtart som beskrevs av Spreng.. Mimosa aemula ingår i släktet mimosor, och familjen ärtväxter. Inga underarter finns listade i Catalogue of Life.